# مقصورة ابن دريد
مقصورة ابن دريد هي قصيدة نظمها ابن دريد. ومن أشهر الشروح عليها شرح ابن خالويه، وشرح الخطيب التبريزي، والفوائد المحصورة في شرح المقصورة لابن هشام اللخمي.

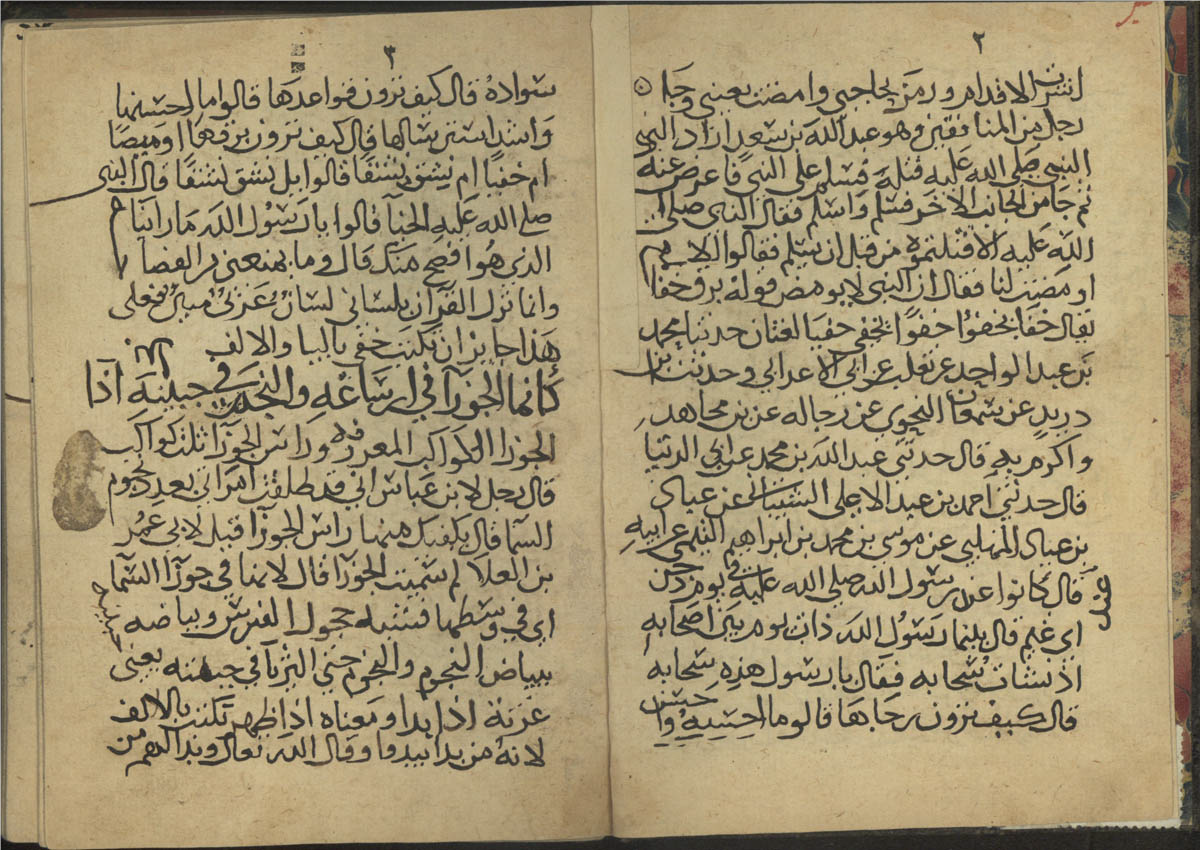
جزء من شرح مقصورة ابن دريد (321هـ)؛ مخطوطة ناقصة الأول نسخت في 714 هـ.